# オズボーン効果
オズボーン効果（オズボーンこうか、Osborne effect）とは、1980年代にオズボーン・コンピュータ社（英語表記：Osborne Computer Corporation）が冒したマーケティング上の失敗、すなわち「Osborne 1システムの後継機種を発表した結果、後の倒産を招いた」という通説のことである。

## オズボーン効果の逸話
1983年、オズボーン・コンピュータ社のアダム・オズボーンは、未完成だった次世代のコンピュータ製品である「エグゼクティブ」を発表し、これらが現在の製品を性能面で大きく上回っていることを強調した。顧客の間ではこれらの次期製品を待つための買い控えが起き、オズボーン社の売上は急落した。これがキャッシュフローと収益を悪化させ、数ヶ月後にオズボーン社は倒産した。この逸話から、早すぎる新製品発表によって現行製品の販売不振を招く現象を「オズボーン効果」と呼ぶ。
「次期製品の事前発表によってオズボーン効果が引き起こされる」という現象は、「新製品の発表自体が、結果的にその発表内容の達成を妨げた」という点で、予言の自己成就とは反対に予言の自己挫折を示す好例である。そこまで行かなくとも、もし発売予定日までに予期せぬ遅れが発生すれば、市場にその新製品はベーパーウェアだと判断され、結果的に企業の信頼と利益を損ねたりする可能性は常にあるだろう。

## オズボーン社の実態
2005年に発表されたApple Computerのインテル製プロセッサ移行（後述）をめぐってオズボーン効果に関する議論が再燃した後に、コラムニストのロバート・クリンジリーはオズボーン社の元従業員であるマイク・マッカーシーにインタビューを行って「オズボーン効果」の裏事情を明らかにしている。
オズボーンのエグゼクティブ用モデルは2,195ドルの価格設定で7インチ (179mm) のディスプレイを内蔵していたのに対し、競合企業のケイプロ社が販売していたKaypro IIはそれより400ドル以上安価で9インチ(229mm) のディスプレイを持っていた。Kaypro IIは既に、5インチ(127mm)のディスプレイを持ち1,995ドルだったOsborne 1の売上を浸食し始めていたが、この当時Osborne 1の在庫は尽きており、結果的にほとんどの顧客がKaypro IIに流出したという。
またThe Register誌は、2005年6月20日のオズボーン社の回顧記事で同社の修理要員だったチャールズ・エイチャーにインタビューし、「企業決定のまずさがオズボーン社の破滅を招いた」という話を引き出している。彼によれば、後継機種の発表後にOsborne 1の販売が一時的に落ち込んだように見えたのは確かだが、最終的には売上は元に戻りキャッシュフローも回復していた。その後になって副社長のひとりが完全に実装を終えた旧製品用マザーボード（150,000ドル相当）が在庫に残っていることを発見した。この在庫を活用しようとしたオズボーン社は、少なからぬ時間の浪費と幾多の判断ミスの果てにCRT・RAM・フロッピーディスクの調達、ケースの再成型などに最終的に2百万ドルもの資金を投入してしまった。この負債が最終的にオズボーン社の債務過剰による操業停止を招いた。
コンピュータ産業界ではプレアナウンス（事前発表）効果をめぐる神話が長年に渡って広く信じられてきたが、その実例として挙げられる「オズボーン社のコンピュータをめぐる逸話」は実はほぼ都市伝説に近いものだと言える。

## 防止策
オズボーン効果の発生を食い止める方法はこれまでも数多く試みられてきた。多くの企業では現行製品の価格を引き下げて需要と利益を維持しようとしてきたが、この戦術は必ず効果を発揮するとは限らないし市場からは「弱腰だ」と評価されるリスクも伴う。また一部のストラテジストは、ニッチ市場をターゲットにしたり広く受け入れられた業界標準をサポートしたりすることで、この問題をある程度回避できると主張している。
例えばApple Computer社は「将来の製品については完全黙秘を貫きたいてい公式発表の直後にはすぐに新製品を入手できるようにする」という戦術を採用している。だがアップルはインテル製プロセッサへの移行についてはこの戦術を踏襲せず、新製品を購入できる時期より1年以上前にこの移行計画を発表している。多くのアナリストは「顧客はより廉価で高性能な新製品の登場を期待しており、今年のクリスマス・シーズンにはアップル製ハードウェアの売上が低下するだろう」と予測した。だがアップルが2005年10月に発表したインテル製プロセッサへの移行を宣言してから最初の四半期の業績によると、この四半期には同社の歴史上最多のMacが販売されている。クリスマス・シーズンになってもこのままの成長が続くかどうかはわからないが、現時点ではアップルがまだ「オズボーン効果」の打撃を受けていないことは明らかである。
一般論として、全ての顧客が「メーカーは常により高性能な新製品を開発しており、現時点でどのコンピュータを買ってもすぐに旧型になってしまう」という事実を理解している今日のコンピュータ産業界では、オズボーン効果はあまり重大な問題ではなくなってきている。もっとも、次期製品の投入時期についての人々の予想と実際の発売時期の間には平均で約3ヵ月ほどのズレがある。

## その他の事例
1978年、ノーススター・コンピューター社は、現行製品の2倍の容量を実現できる新型フロッピー・ディスク・コントローラを現行製品と同じ価格帯で販売すると発表した。その結果現行製品の売上は急落し、同社の経営状態は倒産寸前のところまで悪化した。